# Одна из многих (фильм, 1916)
«Одна из многих» (1916) — художественный немой фильм режиссёра Евгения Бауэра. Премьера состоялась 14 июня 1916 года. Другие названия — «Двойная жизнь» и «Призраки прошлого». Фильм не сохранился.

## Сюжет
История грехопадения наивной курсистки Наташи Барышевой. 
Наташа любит соседа по квартире Николая. Но однажды она становится свидетельницей циничного разговора о ней Николая и его друзей. Наташа уезжает из квартиры, чтобы больше не видеться с Николаем.
Она знакомится с другой курсисткой Ириной Верховской, которая ведёт жизнь «женщины полусвета», и поддаётся её влиянию. Наташа посещает варьете, рестораны и известный среди кутящей молодёжи Фегелевский салон (дом свиданий). 
Во время одного из кутежей она знакомится с Юрием Алексеевичем Воронцовым. Тот чувствует в ней родственную душу и предлагает выйти замуж. Первое время после свадьбы они живут в имении. В имение приезжает брат Юрия Адриан, с которым Наташа встречалась в прошлой жизни. Призраки прошлой жизни мучают Наташу, и она уходит из жизни.

## В ролях
| Актёр               | Роль                                    |
| ------------------- | --------------------------------------- |
| Вера Холодная       | Наташа Барышева, курсистка              |
| Константин Джемаров | Николай, сосед Наташи по квартире       |
| Андрей Громов       | Юрий Алексеевич Воронцов                |
| Марфа Кассацкая     | содержательница светского дома свиданий |
| Надежда Нельская    | Ирина Верховская                        |

## Критика
Фильм был прорецензирован в журналах «Сине-фоно» (1916, № 1, с. 153—154), «Вестник кинематографии» (1916, № 118, с. 36—37 и № 120, с. 19) и «Обозреватель театров» (1916, № 3132, с. 9 и 1917, № 3467, с. 11).
В «Обозревателе театров» отмечалось: «Большое впечатление оставляет В.В. Холодная, целым рядом нюансов оттенившая постепенный переход женской души от первых чистых порывов юности до чувственного безразличия женщины, торгующей своей любовью. <...> Г-жа Холодная вполне овладела замыслом автора, и ей удалось дать жизненный образ героини».  
Историк дореволюционного кино Вениамин Вишневский назвал картину «банальной драмой женщины». 
Киновед Ирина Гращенкова упоминала фильм среди фильмов о проституции, снятых в 1910-е годы. Она указывала, что «проституция на экране представала не как явление социального и нравственного кризиса общества и системы жизни, но как цепь мелодраматических сюжетов о невинных жертвах города, порока и эгоизма современных мужчин». В фильме показана «женщина, силой обстоятельств оказавшаяся на стезе порока, но по сути непорочная». Кинокритик считала неслучайным приглашение на роль такой женщины обаятельной и красивой актрисы Веры Холодной, героиню которой «зритель мог пожалеть, но не осудить».